# Brandaanslag in Solingen in mei 1993

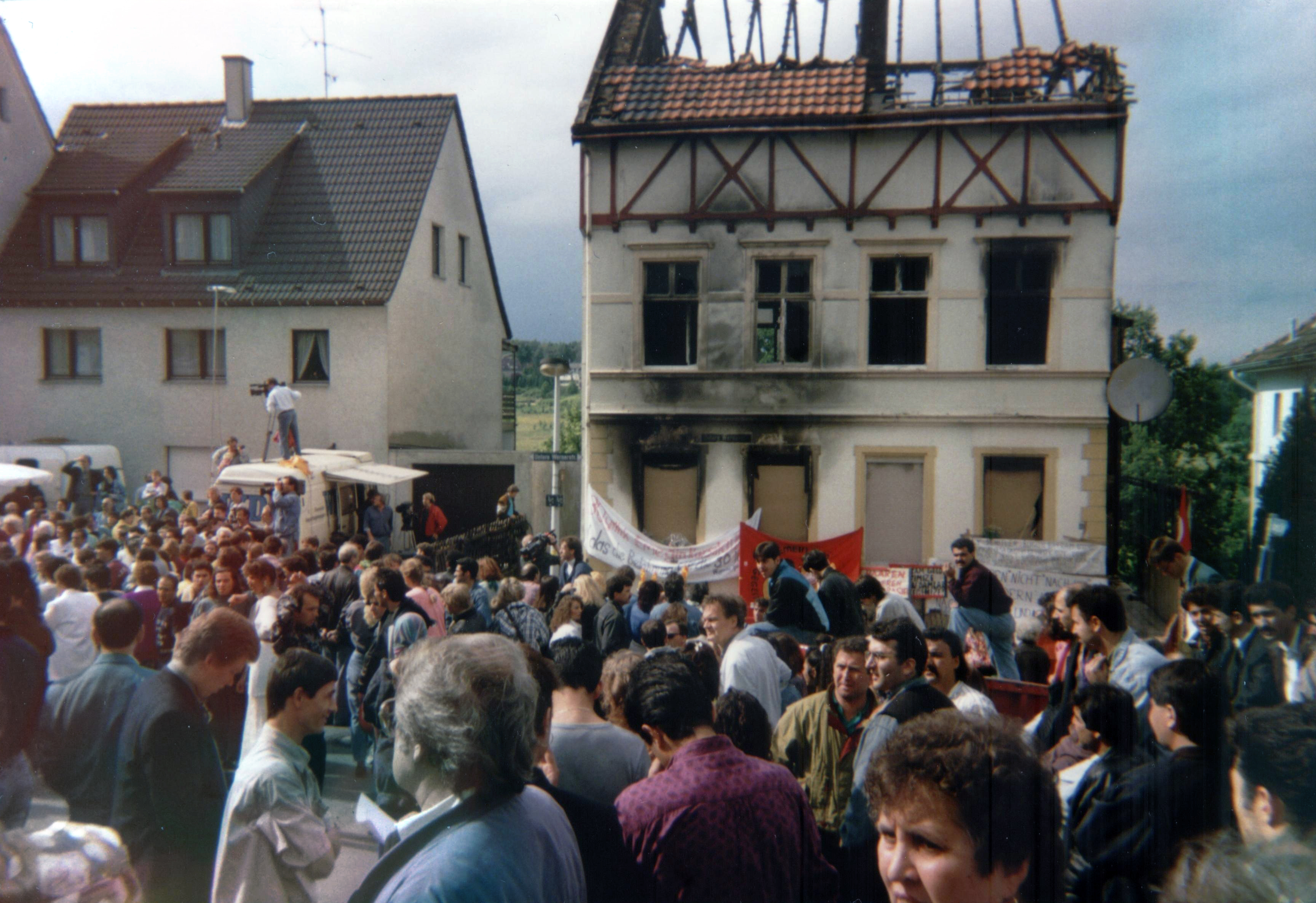
Gezamenlijke demonstratie van Duitsers en Turken bij de plaats van de aanslag, ruim een week na de brandstichting.

De brandaanslag in Solingen was een aanslag door brandstichting op het huis van een familie van Turkse afkomst in de Duitse stad Solingen, in de nacht van 28 op 29 mei 1993. Bij de aanslag, waarvoor vier radicaal-rechtse autochtone jongeren werden veroordeeld, kwamen vijf vrouwen en meisjes (4, 9, 12, 18 en 27 jaar oud) om het leven, en raakten acht mensen gewond, van wie enkelen zeer ernstig.
De aanslag paste in een reeks van aanslagen en andere geweldsincidenten gericht tegen buitenlanders in Duitsland in de jaren na de Duitse hereniging, zoals de rellen in Hoyerswerda (1991) en Rostock (1992).
De concrete aanleiding voor de brandstichting zou zijn geweest dat drie van de daders zichzelf op een feestje hadden uitgenodigd, waar ze ruzie kregen met enkele personen van buitenlandse afkomst, en er vervolgens uit waren gegooid. Daarna kwamen de drie, die in kennelijke staat verkeerden, in de stad een kennis tegen, met wie ze de aanslag beraamden en uitvoerden. Het huis werd daarbij min of meer willekeurig gekozen. De brand zou in de hal van de woning zijn gesticht met benzine en mogelijk kranten als aanmaakmateriaal.

## Reacties
In binnen- en buitenland werd massaal met afschuw gereageerd op de aanslag. In de dagen na de aanslag trokken Turkse en Duitse jongeren plunderend door de binnenstad van Solingen. Enkele dagen later demonstreerden zo'n 15.000 mensen tegen xenofobie, racisme en 'rechtse terreur'. Vanuit Nederland stuurden honderdduizenden mensen briefkaarten met de tekst "Ik ben woedend" naar toenmalig bondskanselier Helmut Kohl.

## Rechtszaak en veroordeling
In 1995 werden de vier daders veroordeeld tot gevangenisstraffen van tien tot vijftien jaar voor moord, poging tot moord en zeer ernstige brandstichting. De behandeling van de rechtszaak vereiste 125 zittingsdagen, en tijdens de zaak en het voorafgaande onderzoek werden meer dan eens verklaringen en bekentenissen veranderd of ingetrokken. Zo had een van de verdachten vrij snel na zijn arrestatie bekend en de drie anderen als mededaders aangewezen, maar stelde hij later dat hij alleen had gehandeld. Daarnaast waren er geen sterke fysieke bewijzen, zijn er bij het onderzoek grote fouten gemaakt, en speelde een contactpersoon van de inlichtingendienst een onduidelijke rol (hij zou onder meer verdachten hebben gewaarschuwd voor huiszoekingen). Het oordeel werd in 1997 in hoger beroep bevestigd.